# Исодзаки, Кэнъитиро
Кэнъитиро Исодзаки (яп. 磯崎 憲一郎 Исодзаки Кэнъитиро:, род. 28 февраля 1965 года) — японский писатель.
Среднее образование получил в Токио. Окончил факультет менеджмента Университета Васэда, после чего работал в торговой компании концерна «Мицуи». В литературе дебютировал уже в зрелом возрасте с публикацией повести «Дитя сердца» (肝心の子供, 2007, премия журнала «Бунгэй» для дебютантов), представлявшей собой своего рода жизнеописание Будды, его сына и внука, написанное в стиле близком Борхесу. В целом, помимо Борхеса, испытал влияние Маркеса, Кафки и Музиля; из японских авторов — Нобуо Кодзима, Морио Кита, Кадзуси Хосака. Последовавший за повестью рассказ «Глаз и солнце» (眼と太陽, 2008) был выдвинут на премию Акутагавы. Широкую известность получил после получения этой премии в 2009 году за рассказ «Зимнее жилище» (終の住処).
Живёт в Токио. Продолжает совмещать литературную деятельность с карьерой офисного служащего.